# Sydney Evans
Sydney Clifton „Sid“ Evans (* 1881 in Aldermaston; † 8. Januar 1927 in Reading) war ein britischer Boxer im Schwergewicht und Silbermedaillengewinner der Olympischen Sommerspiele 1908 von London.
Die Box-Wettbewerbe dieser Olympia glichen englischen Meisterschaften mit ausländischer Beteiligung; 33 der 42 Teilnehmer kamen aus Großbritannien. Evans besiegte seine Landsmänner Albert Ireton und Frederick Parks und zog so ins Finale ein, wo er gegen Albert Oldman verlor und somit Platz 2 erreichte.